# Microrregión de Canarana
La microrregión de Canarana es una de las microrregiones del estado brasilero de Mato Grosso perteneciente a la mesorregión Nordeste Mato-Grossense. Su población fue estimada en 2006 por el IBGE en 87.979 habitantes y está dividida en ocho municipios. Posee un área total de 60.323,950 km².

## Municipios
- Água Boa
- Campinápolis
- Canarana
- Nova Nazaré
- Nova Xavantina
- Novo São Joaquim
- Querência
- Santo Antônio do Leste

- Datos: Q2150332